# Elisabeth Keyser
Elisabeth Keyser (Stoccolma, 22 gennaio 1851 – Stoccolma, 16 dicembre 1898) è stata una pittrice e illustratrice svedese.

## Biografia

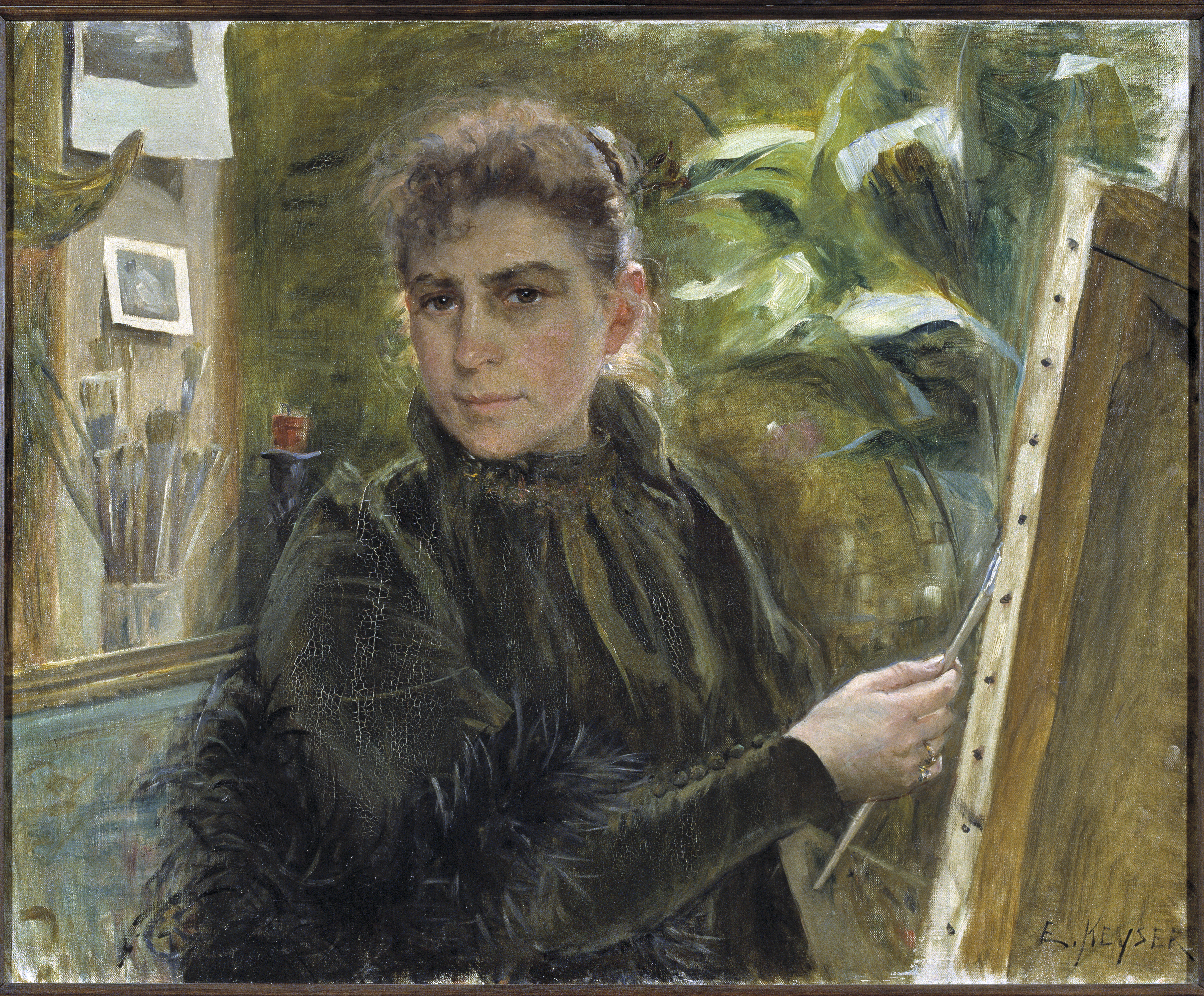
Självporträtt, 1880

Hilda Elisabeth Keyser nacque dal secondo matrimonio dell'uomo d'affari Gustaf Keyser (1785 - 1853), la madre era la scrittrice Hilda Fredrika Almstedt (1827-1901) che nel 1857 sposò Corfitz Bernhard Cederblad, avvocato fiscalista.
Dal 1874 al 1878 studiò alla Reale Accademia delle Belle Arti a Stoccolma, dal 1878 al 1889 visse a Parigi dove fu allieva di Léon Bonnat. Effettuò viaggi di studio a Gotland, in Dalarna e nel 1898 a San Pietroburgo.
Dal 1890 al 1896 ebbe una sua scuola di arte a Stoccolma, tra i suoi allievi vi fu Mina Carlson-Bredberg. Fra le sue opere vi sono ritratti e paesaggi realizzati anche in carboncino e pastelli.
Sue opere sono esposte all'Oslo museum, al Museo d'arte di Göteborg, un suo autoritratto si trova al Museo nazionale di Stoccolma.